# Suprainformare
Suprainformarea se manifestă la nivelul instituției de presă și de aici la nivelul întregii media. Suprainformarea „este un prea-plin de informare în anumite subiecte care poate dăuna altora, minimalizându-le pe acestea din urmă, deși sunt mai importante. Este o diversiune care creează confuzie, banalizează evenimente dramatice și amețește prin abundența detaliilor nesemnificative.

## Vezi și
- Manipulare în presă